# Рилизинг-гормоны
Рилизинг-гормоны (рилизинг-факторы, либерины)— класс пептидных гормонов гипоталамуса, общим свойством которых является реализация их эффектов через стимуляцию синтеза и секреции в кровь тех или иных тропных гормонов передней доли гипофиза. 
К известным рилизинг-гормонам относятся:
- кортикотропин-рилизинг-гормон
- соматотропин-рилизинг-гормон
- тиреотропин-рилизинг-гормон
- гонадотропин-рилизинг-гормон